# Beguinas (serie de televisión)
Beguinas es una serie de televisión española de drama de época y romance creada por Irene Rodríguez para Antena 3 y Atresplayer, basada en una idea original de Diego Pinillos, Dulce Díaz, Amparo Miralles y Sonia Martínez para la productora Buendía Estudios. Está protagonizada por Amaia Aberasturi y Yon González. Se estrenó en Atresplayer el 28 de abril de 2024, y tiene previsto su estreno en televisión tradicional en Antena 3 en un futuro próximo.

## Reparto

### Principal
- Amaia Aberasturi como Lucía de Avellaneda
- Bea Segura como Marie Anne
- Yon González como Telmo Medina
- Melani Olivares como Sibila García
- Ella Kweku como Guiomar Ruy
- Ignacio Montes como Gonzalo de Grijalvo
- Lucía Caraballo como Beatriz García
- Silma López como Juana Aranda
- Jaime Olías como Munio de Avellaneda
- Laura Galán como Catalina
- Javier Beltrán como Rodrigo de Guzmán
- Meritxell Calvo como Jimena Suárez de Córdoba
- Jonás Berami como Lebrín Aranda

con la colaboración especial de
- Antonio Durán "Morris" como Padre Lasarte
- Cristina Plazas como Gabriela Grijalvo
- Jasón Matilla como Garrido
- Elisabet Gelabert como Lucrecia de Avellaneda † (Episodio 1)
- Laura Domínguez como Francisca (Episodio 2)

### Invitado
- Carmen Esteban como Dulce (Episodio 1)
- María Pascual como Inés (Episodio 1)

### Próximas incorporaciones
- Jorge Kent como Comisario Utrera

## Capítulos
| N.º | Título              | Dirigido por            | Escrito por                      | Fecha de estreno en Antena 3 | Fecha de preestreno en Atresplayer | Audiencia en Antena 3 |
| --- | ------------------- | ----------------------- | -------------------------------- | ---------------------------- | ---------------------------------- | --------------------- |
| 1   | «Nosotras elegimos» | Rómulo Aguillaume       | Irene Rodríguez                  | 17 de octubre de 2024        | 28 de abril de 2024                | 841 000 (10,0%)       |
| 2   | «Muros de libertad» | Rómulo Aguillaume       | Irene Rodríguez                  | 24 de octubre de 2024        | 5 de mayo de 2024                  | 689 000 (8,1%)        |
| 3   | «Nosotras danzamos» | Claudia Pinto Emperador | Esther Morales                   | 31 de octubre de 2024        | 12 de mayo de 2024                 | 482 000 (6,0%)        |
| 4   | «El maligno»        | Claudia Pinto Emperador | Virginia Llera y Silvia Arribas  | 7 de noviembre de 2024       | 19 de mayo de 2024                 | 533 000 (6,4%)        |
| 5   | «Pulsiones»         | Rómulo Aguillaume       | Silvia Arribas                   | 14 de noviembre de 2024      | 26 de mayo de 2024                 | 401 000 (5,2%)        |
| 6   | «Nuevo mundo»       | Rómulo Aguillaume       | Esther Morales e Irene Rodríguez | 21 de noviembre de 2024      | 2 de junio de 2024                 | 496 000 (6,0%)        |
| 7   | «Odio»              | Claudia Pinto Emperador | Irene Rodríguez                  | 28 de noviembre de 2024      | 9 de junio de 2024                 | 404 000 (5,3%)        |
| 8   | «Nuestra verdad»    | Claudia Pinto Emperador | Silvia Arribas                   | 5 de diciembre de 2024       | 16 de junio de 2024                | 434 000 (5,4%)        |
| 9   | «El legado»         | Rómulo Aguillaume       | Esther Morales e Irene Rodríguez | 12 de diciembre de 2024      | 23 de junio de 2024                | 375 000 (4,9%)        |
| 10  | «Nosotras ardemos»  | Rómulo Aguillaume       | Irene Rodríguez                  | 19 de diciembre de 2024      | 30 de junio de 2024                | 414 000 (5,3%)        |

## Producción
El 20 de febrero de 2023, Antena 3 anunció que estaba preparando el desarrollo de una serie de época, titulada Beguinas, la cual estaría producida por Buendía Estudios. En marzo de 2023, se anunció que la serie estaría protagonizada por Amaia Aberasturi y Yon González El rodaje de la serie comenzó en abril de 2023 en Segovia, para luego extenderse en semanas posteriores hacia El Escorial, Chinchón y Madrid y concluir después de trece semanas.

## Lanzamiento y marketing
El 12 de abril de 2024, Atresplayer anunció que estrenaría Beguinas en su plataforma el 28 de abril de 2024, antes de su estreno en televisión tradicional en Antena 3 en un futuro próximo.

## Recepción
Juan Arcones de El Televisero le dio a Beguinas una crítica negativa, diciendo que aunque la serie "comienza con fuerza", ésta "no sabe aprovechar" su entorno de los beguinatos y que "acaba por mostrarnos la historia [de amor] de siempre [...] todo se queda en la superficie", además de criticar la dirección de actores diciendo que "ninguno acaba de dar con lo que necesita su personaje" y la ambientación, sobre la cual dijo que "por momentos parece de cartón piedra (pese a rodarse en la propia ciudad de Segovia), y todo es demasiado pulcro, demasiado limpio y ordenado para encontrarnos en la Edad Media", concluyendo que la serie "parece una oportunidad perdida [...] tiene que dejar de lado los tópicos del género y atreverse a brillar por su cuenta".